# Itajá (Rio Grande do Norte)
Itajá is een gemeente in de Braziliaanse deelstaat Rio Grande do Norte. De gemeente telt 6.629 inwoners (schatting 2009).